# Arbetsmiljöverket

Wappen des Arbetsmiljöverkets

Arbetsmiljöverket ist eine staatliche Verwaltungs- und Aufsichtsbehörde in Schweden. Sitz der 1890 als Yrkesinspektionen gegründeten Behörde ist Stockholm. Arbetsmiljöverket entstand 2001 durch Zusammenlegung der elf regionalen Behörden der Yrkesinspektionen sowie des Arbetarskyddsstyrelsen. Die Behörde hat 550 Angestellte und ein Budget von ca. 500 Millionen Kronen (ca. 55 Millionen Euro). Rechtliche Grundlage der Arbeit der Behörde sind das Arbeitsschutzgesetz (arbetsmiljölagen) sowie die Verordnung für Arbetsmiljöverket.

## Aufgaben
Arbetsmiljöverkets Aufgabe ist die Vorbeugung von Gesundheitsschäden am Arbeitsplatz (Arbeitsschutz). Dazu gehören im Einzelnen:
- Ausarbeitung von Richtlinien und Informationsmaterial zu sämtlichen Aspekten des Arbeitsmilieus (unter anderem Ergonomie von Arbeitsplätzen, Lärm, Arbeiten mit gefährlichen Stoffen, Arbeiten bei hohen und tiefen Temperaturen, Arbeiten mit Laser- und radioaktiver Strahlung, Lüftung und Beleuchtung)
- Stellungnahme zu Gesetzesentwürfen, die das Arbeitsmilieu betreffen
- Kontrolle von Arbeitsplätzen und gegebenenfalls Einforderung von Geldbußen, falls gegen geltende Vorschriften verstoßen wird
- Vorschriften zu obligatorischen und empfohlenen medizinischen Untersuchungen bestimmter Berufsgruppen
- Vorschriften zur Ausrüstung für und Ausbildung in Erster Hilfe
- Bestellung von Forschungsberichten zu verschiedenen Bereichen des Arbeitsmilieus
- Untersuchung von Unfällen und potenziell gefährlichen Zwischenfällen am Arbeitsplatz
- Umsetzung von EU-Direktiven in schwedische Richtlinien